# Mesabolivar azureus
Mesabolivar azureus är en spindelart som först beskrevs av Badcock 1932.  Mesabolivar azureus ingår i släktet Mesabolivar och familjen dallerspindlar.
Artens utbredningsområde är Paraguay. Inga underarter finns listade i Catalogue of Life.